# Fernando Flores
Fernando Flores (Montenegro, 29 de outubro de 1908 — Curitiba, 18 de outubro de 1982) foi um político brasileiro. Exerceu o mandato de deputado federal constituinte pelo Paraná em 1946.